# Cimetière de Montmartre
Cimetière de Montmartre (het kerkhof van Montmartre), officieel Cimetière du Nord, is het bekende kerkhof van de wijk Montmartre in Parijs. Het mag niet worden verward met het eveneens in Montmartre gelegen Cimetière Saint-Vincent.

## Geschiedenis
Het dateert van 1795. Het kerkhof is minder groot dan het bekendere kerkhof Père-Lachaise, maar er liggen ook vele bekende kunstenaars begraven. Na de revolutie van 1789 werd hier een massagraf gegraven voor de slachtoffers van de talloze rellen, onder wie tientallen leden van de Zwitserse Garde.
Het meest bezochte en het meest met bloemen versierde graf is bij uitstek het graf van de Franse zangeres Dalida. Ook het graf van France Gall wordt vaak bezocht.

## Bekende personen die hier zijn begraven

### Balletwereld
Vaslav Nijinsky

### Film
Michel Galabru
Dominique Laffin
François Truffaut

### Letterkunde

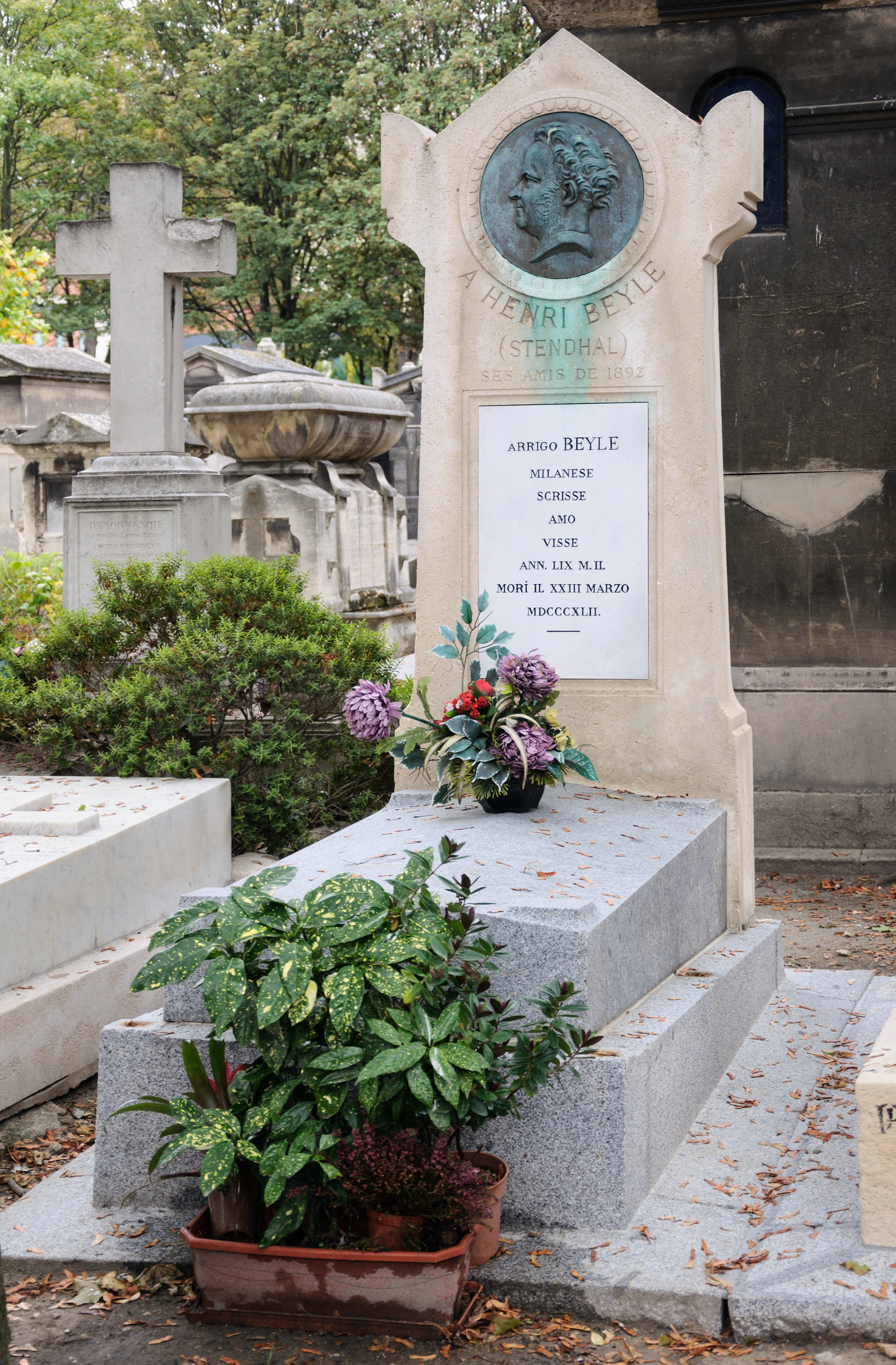
Graf van Stendhal

Pierre-Simon Ballanche
Alexandre Dumas fils
Théophile Gautier
Edmond de Goncourt
Jules de Goncourt
Sacha Guitry
Eugène Labiche
Heinrich Heine
Henry Murger
Ernest Renan
Stendhal
Alfred de Vigny
Émile Zola (zijn tombe staat er nog, en zijn familie ligt er nog, maar zijn lichaam werd later overgebracht naar het Panthéon)

### Muziek

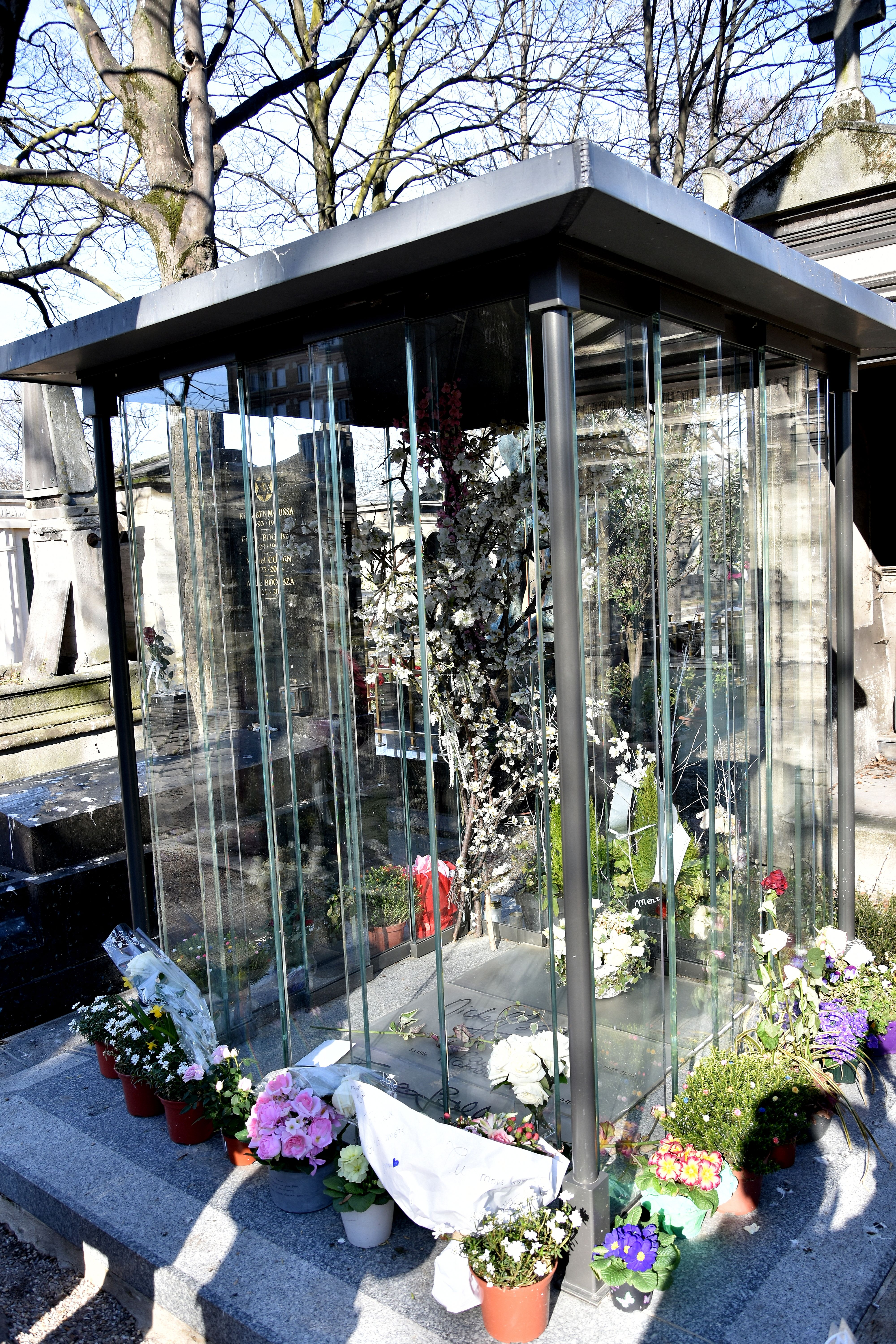
Graf van France Gall

Lili Boulanger
Nadia Boulanger
Michel Berger
Hector Berlioz
Léon Boëllmann
Marcel Jouhandeau
Dalida
Léo Delibes
France Gall
Eugène Gigout
André Jolivet
Francis Lopez
Jacques Offenbach
Henri Sauguet
Adolphe Sax
Fernando Sor

### Schilderkunst
Victor Brauner
Edgar Degas
Jean-Honoré Fragonard
Jean-Baptiste Greuze
Gustave Moreau
Chaïm Soutine
Ary Scheffer
Constant Troyon

### Wetenschappers
André-Marie Ampère
Jean Bernard Léon Foucault

### Militairen
Marie-Pierre Kœnig

### Esoterie

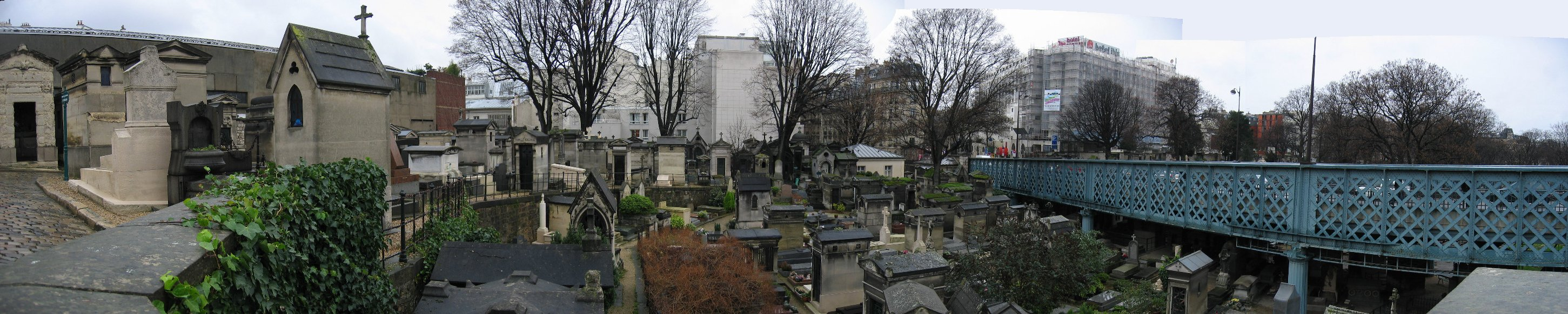
Begraafplaats van Montmartre, met dwars eroverheen de brug van de Rue Caulaincourt

Jules Denis Du Potet, magnetiseur
Cimetière d'Auteuil ·
Cimetière des Batignolles ·
Cimetière de Belleville ·
Cimetière de Bercy ·
Cimetière du Calvaire·
Catacomben ·
Cimetière des Innocents ·
Cimetière d'Ivry ·
Cimetière de Montmartre ·
Cimetière du Montparnasse ·
Cimetière Notre-Dame ·
Cimetière de Passy ·
Cimetière du Père-Lachaise ·
Cimetière Saint-Vincent ·
Cimetière de la Villette
Zie ook: Lijst van bezienswaardigheden in Parijs
- Library of Congress Control Number: no2013112715
- Nationale Bibliotheek van Israël: 987007408053405171
- Virtual International Authority File: 234816067